# Julbad

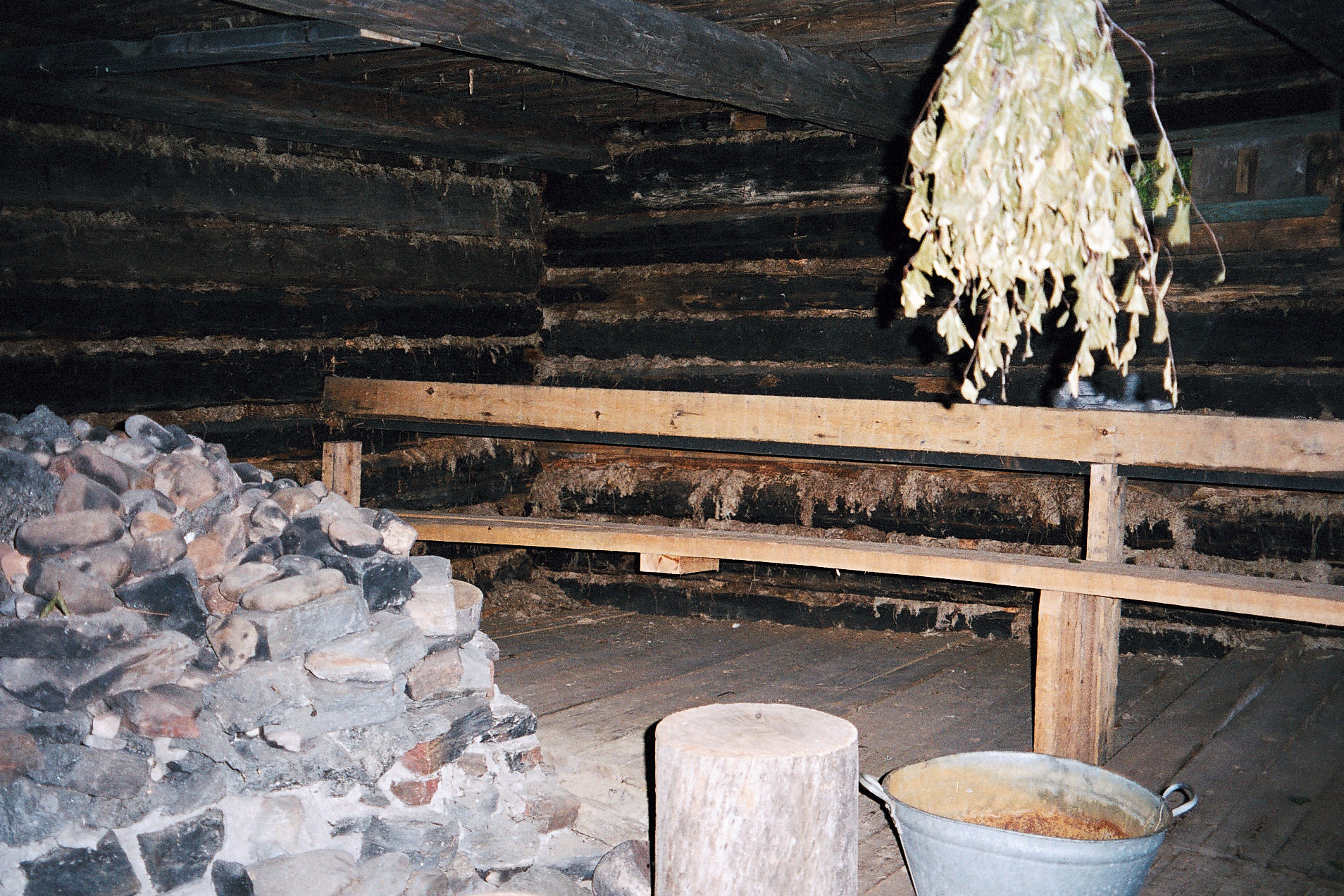
I Finland liksom i delar av Sverige var julbadet ett bastubad med björkrispiskande och hällande av vatten på upphettad ugn, i vedeldade bastur som denna finska rökbastu.

Julbad är (eller var) ett bad på julaftonens eftermiddag, som dels var en tradition i det svenska och norska bondesamhället, och idag förekommer i modifierad eller återupplivad form bland svenskar och norrmän, och dels är en obruten tradition av bastubad vid jul i Finland och i finsktalande områden i Sverige, vanligen kallad julbastu.
Där finns en skillnad mellan svensk- och norsktalande områden respektive finsktalande områden (och svensktalande Finland). Det svensk och norska julbadet blev ett karbad i stället för ett bastubad, och det var ofta årets enda varmvattenbad. I svenska och norska bygder försvann bastubad stegvis från 1600‑talet till 1700‑talet (allra senast på 1800‑talet), och badande minskade överhuvudtaget, för att nå ett minimum på 1800‑talet. När julbadet blev årets enda varmbad kan det till en början ha varit ett bastubad i några svenska och norska bygder, men beläggen för julbastubad där är fåtaliga. Modern folklivsforskning har påvisat att det har överdrivits i folklig tradition och i hembygdslitteratur hur länge bastubad och julbastu förekommit i Sverige. Några områden i Sverige har möjligen inte haft en julbadstradition på 1800‑talet.
När svenskar och norrmän började bada oftare på 1900‑talet framstod inomhusbad vid jul inte längre som en händelse som skilde sig från vardagen. Idag är ”julbad” ett ord som bibehålls eller återupplivas utan att badet behövs för hygien. Folk som rengör kroppen ofta, men vill ha jultraditioner, kallar ett bad vid julen ”julbad”, eller så är ”julbadet” ett sällskapligt vinterbad utomhus eller ett simhallsbad.
Finland inklusive svenska Finland och vissa finsktalande områden i Sverige har en obruten bastutradition, och där finns en tradition av julbastu (finska: joulusauna) som iakttages av en folkmajoritet i Finland.
”Julbad” har alltså tre betydelser: en försvunnen skandinavisk tradition av att bada varmt en gång om året, den levande finska julbastutraditionen, och olika badaktiviteter av yngre datum.

## Allmänna anmärkningar och källor
Eftersom badsederna har förändrats mycket under de senaste århundraden i Sverige (utom vissa finnbygder) och i Norge , lämnas en historisk översikt och uppgifter om källor, vilket ej fordras för den kontinuerliga finska badkulturen.

### Allmänt om julbad och andra bad bland svenskar och norrmän
Efter att ursprungligen ha tagit bastubad, badade allmogebefolkningen i det sena bondesamhället (1800‑talet) vanligen ett varmbad om året, julbadet, som var ett karbad. Därutöver förekom ett antal bad i vattendrag, mindre avtvättningar vid särskilda tillfällen, avsköljningar efter hårt arbete som kolning och skörd, och improviserade bad vid byk av kläder. Julbad och renlighet överhuvud var i det sena bondesamhället på nedgång. En orsak till att varmbad minskade, efter att Norden sedan medeltiden haft en bastukultur, kan vara att det ökade bruket av linne gjorde att tvätt av kläder och sänglinne ersatte tvätt av kroppen.

#### Samuel Ödmann

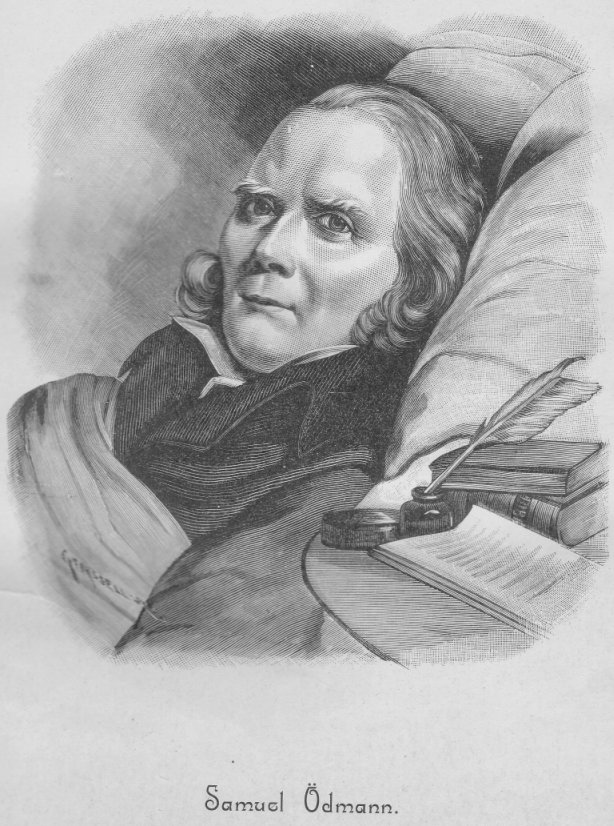
Samuel Ödmann (1750–1829) sannolikt trovärdig uppgiftslämnare om julbastubad i Småland